# Vorderfirmiansreut
Vorderfirmiansreut (volkstümlicher Ortsname Vorderdorf) ist ein Gemeindeteil der Gemeinde Philippsreut im niederbayerischen Landkreis Freyung-Grafenau.

## Lage
Das Waldhufendorf Vorderfirmiansreut liegt im Bayerischen Wald etwa einen Kilometer nordwestlich von Philippsreut in einer Höhenlage von 940 Metern an der Staatsstraße 2130.

## Geschichte
Das Drängen von nicht erbberechtigten Siedlungswilligen fiel zeitlich mit dem Ziel von Fürstbischof Leopold Ernst Graf von Firmian zusammen, das Territorium des Hochstifts Passau mit weiteren Siedlungen gegenüber Böhmen abzugrenzen. So ließ er 1764 die drei Firmiansreuter Dörfer Vorderfirmiansreut, Mitterfirmiansreut und Hinterfirmiansreut anlegen. In Vorderfirmiansreut erhielten sechs Siedler eine Fläche von 338 Tagewerk.
Nach der Auflösung des Hochstifts im Zuge der Säkularisation in Bayern kam Unterfirmiansreith anders als Mitter- und Hinterfirmiansreut 1818 nicht erst zur Gemeinde Annathal, sondern gleich zur Gemeinde Kleinphilippsreut, die am 15. Juli 1936 durch Erlass des Reichsstatthalters von Bayern in Philippsreut umbenannt wurde.

## Vereine
- Geflügelzuchtverein Vorderfirmiansreut. Er wurde am 29. August 1987 gegründet.